# Nicodim Nicolaescu
Nicodim Nicolaescu (n. 6 aprilie 1962, Godeanu, România) este un episcop român, membru al Sfântului Sinod al Bisericii Ortodoxe Române, născut la data de 06 aprilie în localitatea Godeanu,jud. Mehedinți. A urmat apoi cursurile Liceului Industrial nr 3 din Drobeta-Turnu Severin(actual Liceu Tehnologic Decebal).Între 1989-1993 a fost student la Facultatea de Teologie din Craiova. Între 1997-2000 a studiat la Universitatea din Atena, iar în anul 2000 a făcut cursuri de doctorat. În data de 19 august 2001 a fost ales de către Sfântul Sinod al Bisericii Ortodoxe Române ca Episcop al Episcopiei Severinului și Strehaiei.A infiintat postul de radio al episcopiei,Radio Lumina.(90.4),editura Didahia si Corul Kinonia.